# Nyschankowytschi
Nyschankowytschi (ukrainisch Нижанковичі; russisch Нижанковичи Nischankowitschi, polnisch Niżankowice oder älter Krasnopol) ist eine Siedlung städtischen Typs im Rajon Sambir der Oblast Lwiw im Westen der Ukraine etwa 88 Kilometer westlich der Gebietshauptstadt Lemberg am Flüsschen Salissja gelegen. Die Grenze zu Polen verläuft westlich und nördlich des Ortes.

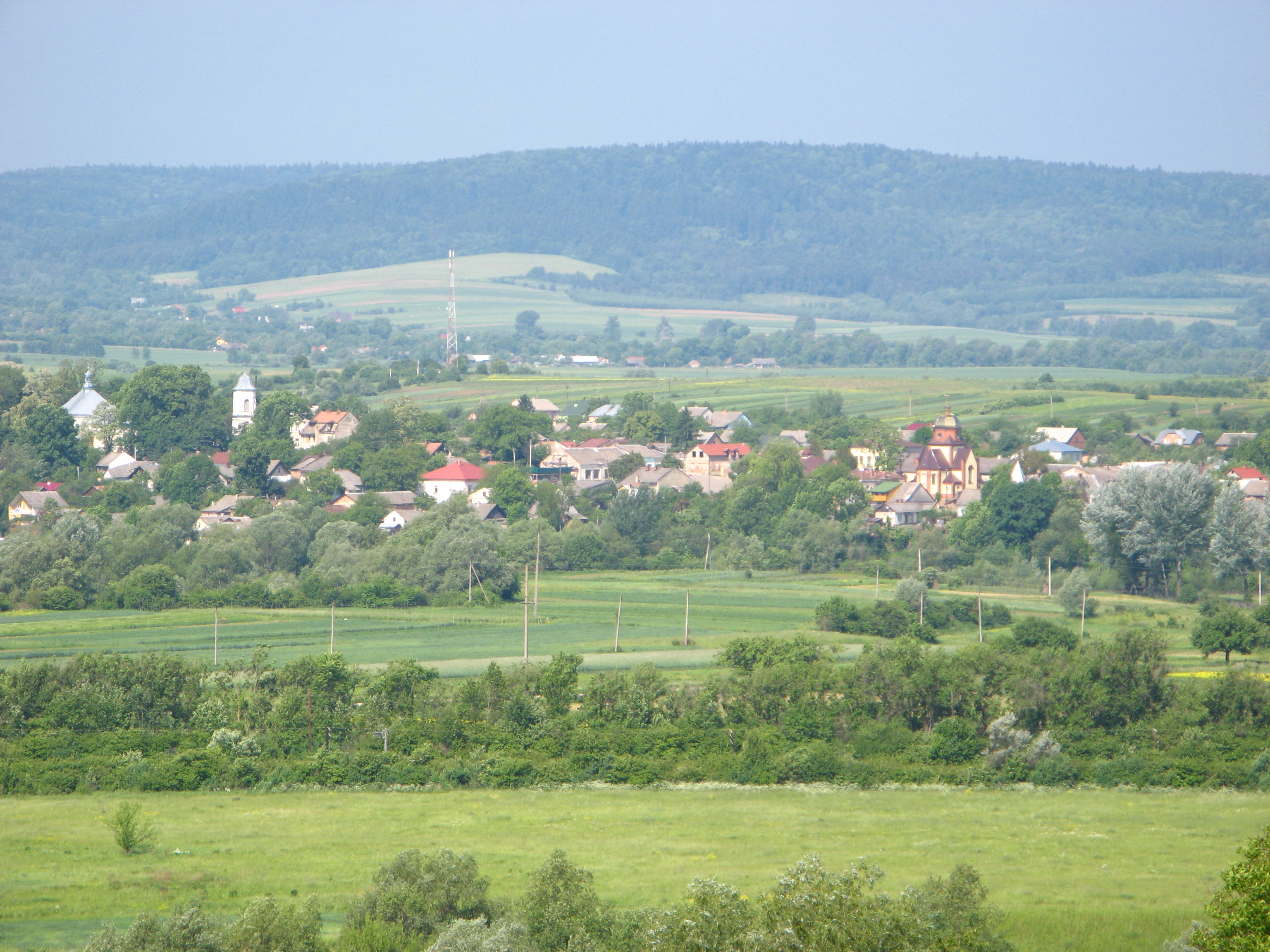
Blick auf den Ort

Am 16. Dezember 2016 wurde die Siedlung zum Zentrum der neu gegründeten Siedlungsgemeinde Nyschankowytschi (Нижанковицька селищна громада Nyschankowyzka selyschtschna hromada), zu dieser zählen auch noch die 2 Dörfer Borschewytschi (Боршевичі) und Byblo (Библо), bis dahin bildete sie die Siedlungsratsgemeinde Nyschankowytschi.
Am 12. Juni 2020 wurde die Siedlungsgemeinde aufgelöst, und die Orte wurden Teil der Stadtgemeinde Dobromyl (Добромильська міська громада/Dobromylska miska hromada).

## Geschichte
Die Ortschaft wurde 1377/78 zum ersten Mal als Krasnopol erwähnt und erhielt 1448 das Magdeburger Stadtrecht. Der Ort gehörte ab 1774 bis 1918 zum österreichischen Galizien und war von 1854 bis 1867 Sitz einer Bezirkshauptmannschaft, danach wurde er dem Bezirk Przemyśl zugeschlagen und ein Bezirksgericht errichtet. Nach dem Ende des Ersten Weltkrieges kam der Ort zunächst an die Westukrainische Volksrepublik und nach Ende des Polnisch-Sowjetischen Kriegs zur Zweiten Polnischen Republik (in die Woiwodschaft Lwów). Während der polnischen Verwaltungszeit bekam das damalige Niżankowice 1934 den Stadtstatus zuerkannt. Nach der Sowjetischen Besetzung Ostpolens kam der Ort 1939 zur Sowjetunion, und nach dem Beginn des Deutsch-Sowjetischen Krieges wurde er ein Teil des Generalgouvernements. Nach der Rückeroberung durch die Rote Armee fiel er wieder an die Ukrainische Sozialistische Sowjetrepublik. Unter sowjetischer Besatzung ab 1939 wurde Nyschankowytschi der Stadtstatus aberkannt und die Ortschaft auf eine Siedlung städtischen Typs herabgestuft. 1945 wurde Nyschankowytschi der Hauptort des gleichnamigen Rajons Nyschankowitschi innerhalb der Oblast Drohobytsch (1959 aufgelöst).
Während der sowjetischen Ära wurde das nördlich gelegene und bis dahin selbstständige Dorf Sabolotzi (Заболотці, polnisch Zabłotce) eingemeindet. Seit dem Zerfall der Sowjetunion 1991 ist Nyschankowytschi ein Teil der unabhängigen Ukraine.
Seit dem 13. Mai 1872 befindet sich im Ort ein Bahnhof an der heutigen Bahnstrecke Przemyśl–Chyriw. Dieser wurde von der Ersten Ungarisch-Galizischen Eisenbahn erbaut und betrieben. Heute ist Nyschankowytschi Grenzbahnhof für den Verkehr nach Polen.

## Sehenswürdigkeiten
- Rathaus von 1759
- Kirche der Heiligen Dreifaltigkeit aus dem 15. Jahrhundert, im 18. Jahrhundert umgebaut
- Kapelle der Heiligen Dreifaltigkeit